# Thu hải đường lá lông
Thu hải đường lá lông (danh pháp: Begonia rex) là một loài thực vật có hoa trong họ Thu hải đường. Loài này được Putz. miêu tả khoa học đầu tiên năm 1857.

## Hình ảnh

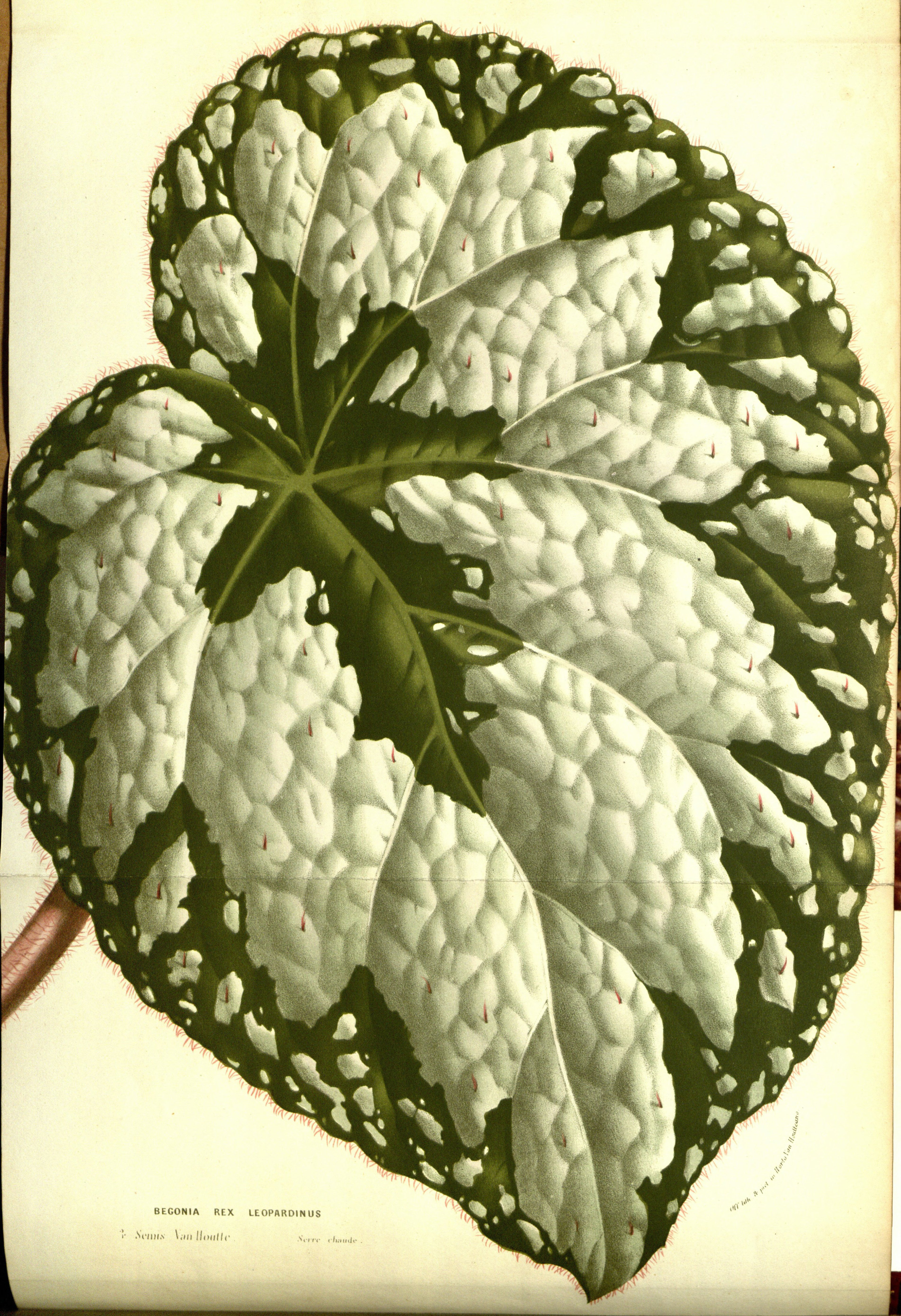
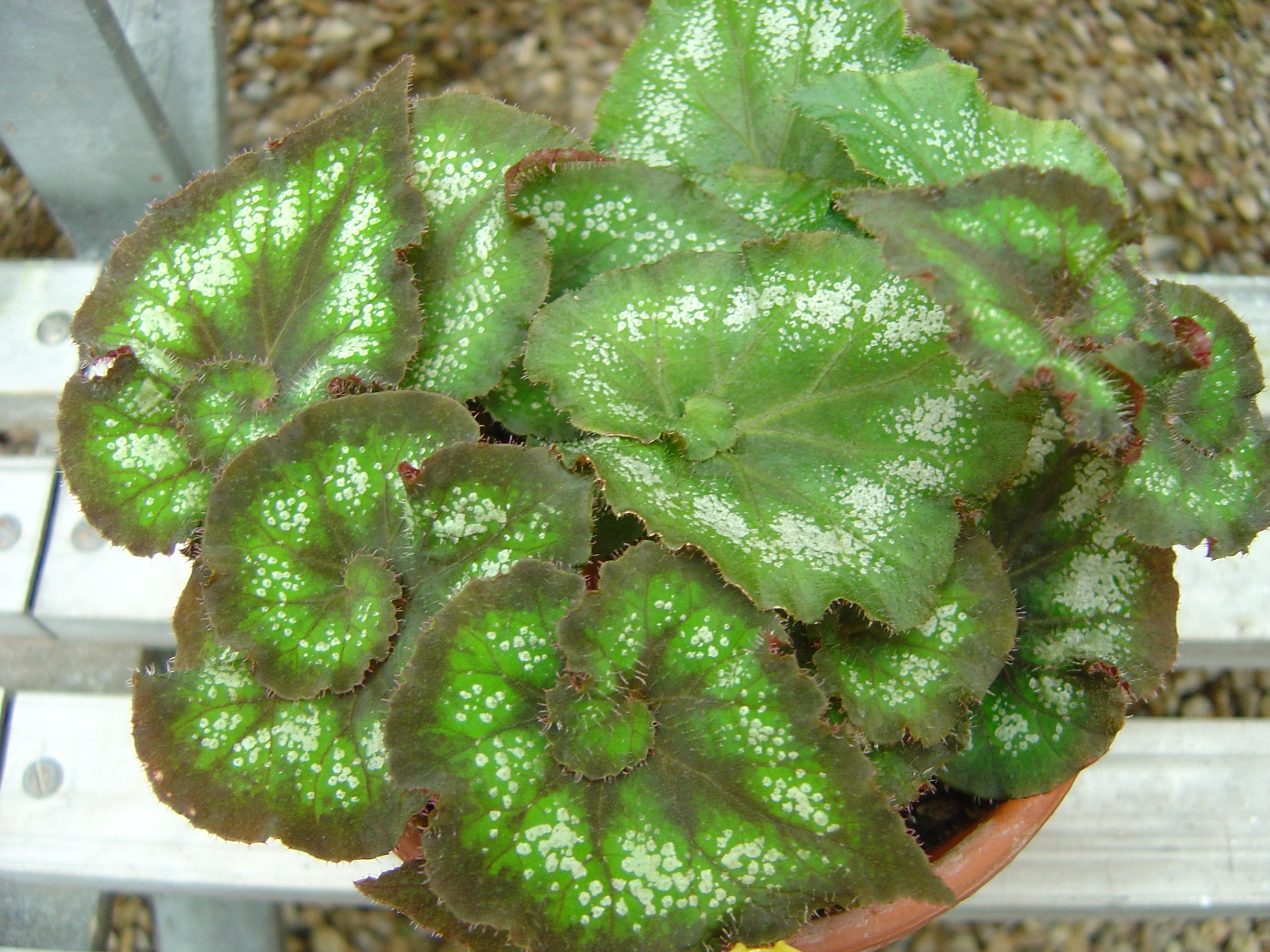
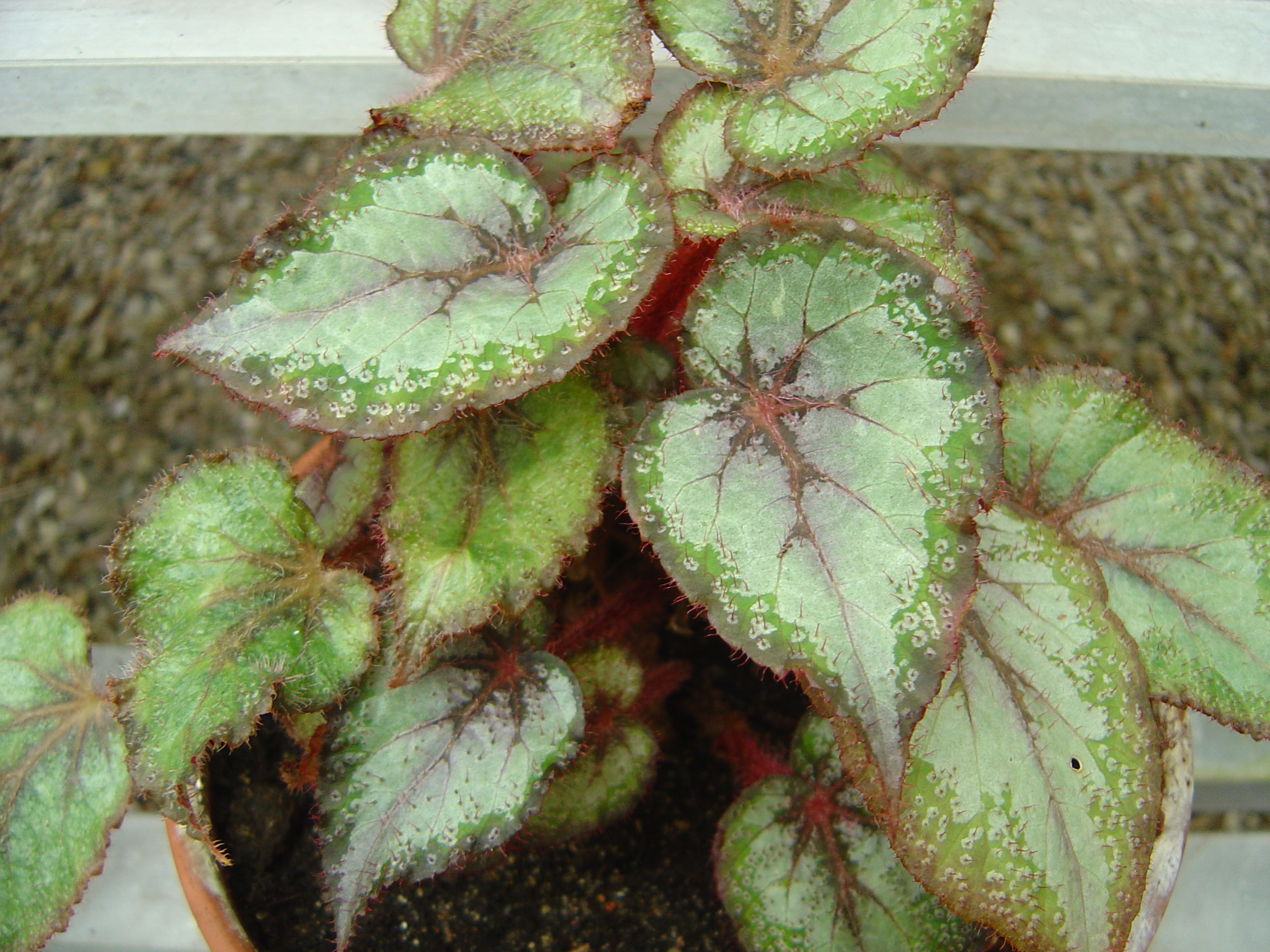
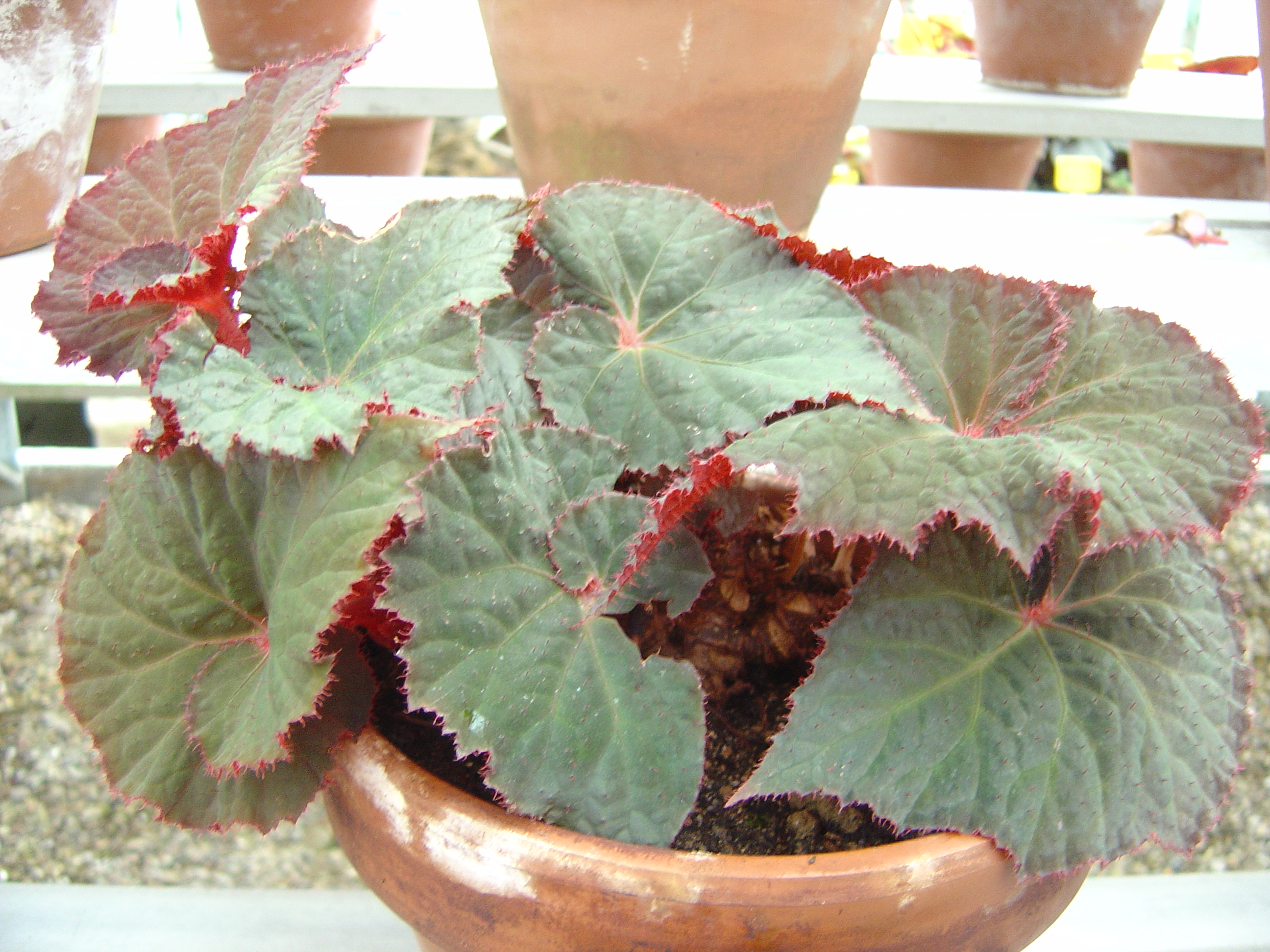